# Scaevola ramosissima
Scaevola ramosissima är en tvåhjärtbladig växtart som först beskrevs av Smith, och fick sitt nu gällande namn av Kurt Krause. Scaevola ramosissima ingår i släktet Scaevola och familjen Goodeniaceae. Inga underarter finns listade i Catalogue of Life.

## Bildgalleri

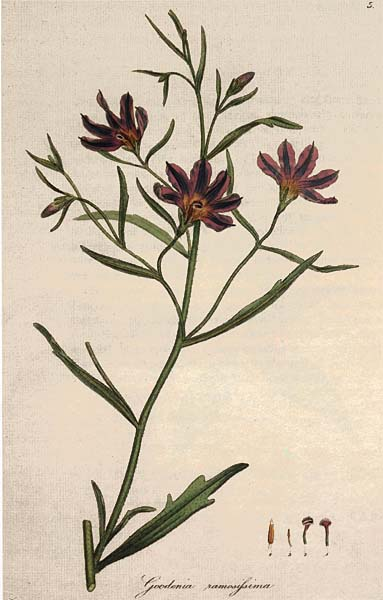